# Festuca durissima
Festuca durissima là một loài thực vật có hoa trong họ Hòa thảo. Loài này được Rouy mô tả khoa học đầu tiên năm 1913.